# وزارة المالية (فنلندا)
وزارة المالية (بالفنلندية: Valtiovarainministeriö)‏ (بالسويدية: Finansministeriet)‏ هي وزارة ضمن الحكومة الفنلندية. يقوم وزير المالية بإعداد السياسة الاقتصادية والمالية للحكومة بالإضافة إلى ميزانية الدولة، ويعمل كخبير في السياسة الضريبية. وتوظف الوزارة بشكل غير مباشر حوالي 12 ألف شخص من خلال فرعها الإداري. ويعمل حوالي 360 شخصا في الوزارة نفسها.
ويرأس وزير الخارجية وزيرة المالية الفنلندية، ريكا بيورا، التي تشغل هذا المنصب منذ 20 يونيو 2023.
لعام 2018، تبلغ ميزانية وزارة الخارجية 17,194,849,000 مليار يورو.

## روابط خارجية
- الموقع الرسمي